# Château de Patras
Le château de Patras (en grec moderne : Κάστρο Πατρών ou Κάστρο Πάτρας / Kástro Patrón ou Pátras) est situé au pied du mont Panachaïkó à Patras en Grèce. Sa construction remonte au VIe siècle, sous le règne de l'empereur byzantin Justinien. Il est construit à l'aide des matériaux provenant des ruines de l'acropole qui se tenait au même endroit. Le château se trouve à 800 mètres de la mer et couvre une surface de 22 725 m2. Il se compose d'une paroi extérieure triangulaire, renforcée par des tours et portails. Il était protégé, à l'origine, par un fossé et une enceinte intérieure, sur le coin nord-est, également protégée par un fossé.

## Histoire
Le château est construit par l'empereur byzantin Justinien, après le tremblement de terre catastrophique de 551, ré-utilisant les matériaux d'une acropole pré-chrétienne. Il en reste le torse et la tête d'une statue de marbre romaine devenue partie du folklore de la ville, une sorte de genius loci. Il est connu en tant que Patrinella, une jeune fille, qui est censée avoir été transformée en un homme lors de l'époque ottomane, protège la ville contre les maladies et pleure à chaque fois qu'un éminent citoyen de Patras meurt.
Le fort est resté en usage constant par la suite, même durant la seconde Guerre mondiale. Au cours de la période byzantine, il est assiégé par les Slaves, les Sarrasins, les Normands et beaucoup d'autres, mais il n'est jamais tombé. Le château a repoussé un grand siège, en 805, par les Arabes et les Slaves. Ce succès est attribué au saint patron de  la ville, Saint-André.
En 1205, suite de la quatrième croisade, le château est repris par les croisés. Ceux-ci renforcent le château davantage, créant un fossé sur les trois côtés. En 1278, la principauté d'Achaïe le laissent en gage à l'archevêque de l’Église latine, tandis que le pape le confie aux Vénitiens pendant cinq ans, en 1408. L'archevêque latin conserve le château jusqu'en 1430, quand il est pris par le despote de Morée, futur dernier empereur byzantin, Constantin XI Paléologue, qui y fait d'importantes réparations des murailles. Le château tombe aux mains des Ottomans en 1458 et reste l'un de leurs principaux lieu de pouvoir dans le Péloponnèse et de la Grèce ottomane. Les Vénitiens reprennent le château en 1687 pendant la guerre de Morée et le conservent jusqu'à ce que la Morée soit reprise par les Turcs en 1715 à l'occasion de la guerre vénéto-ottomane de 1714-1718.
Pendant la guerre d'indépendance grecque, le château résiste à toutes les tentatives d'assauts de la part des rebelles grecs. Ce n'est qu'en 1828, avec l'arrivée d'un corps expéditionnaire français conduit par le général Nicolas-Joseph Maison que les Ottomans remettent le château. Après l'indépendance, le château reste utilisé par l'armée grecque jusqu'à la Seconde Guerre mondiale. En 1973, le château est remis à la 6e Éphorie des antiquités byzantines. Il est utilisé de nos jours pour des événements culturels, surtout pendant l'été et dispose d'un théâtre d'une capacité de 640 sièges.